# 佩爾冰原島峰
71°52′S 7°4′E / 71.867°S 7.067°E
佩爾冰原島峰（英語：Per Nunatak），是南極洲的冰原島峰，位於毛德皇后地的阿斯特里德公主海岸，處於拉斯冰原島峰東北面7公里，屬於穆利格-霍夫曼山脈的一部分，現時由南極條約體系管理。